# Sulochana

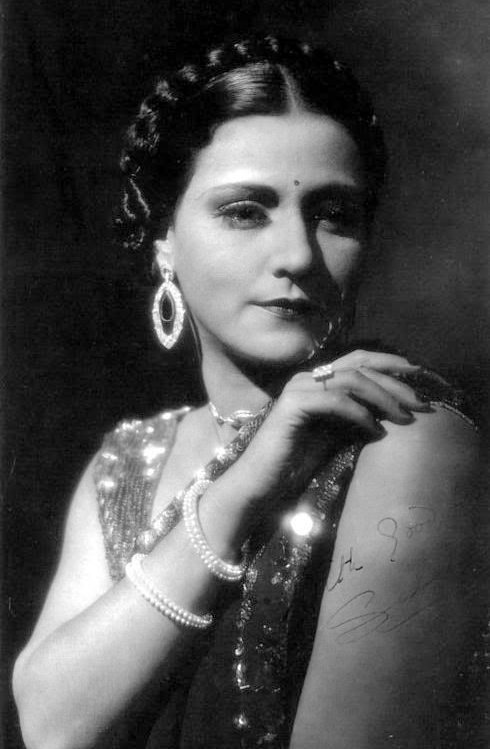
Sulochana in den 1920ern

Sulochana (Hindi सुलोचना Sulocanā; * 1907 in Pune; † 9. April oder 10. Oktober 1983 in Bombay, Maharashtra; bürgerlicher Name: Ruby Myers) war eine indische Filmschauspielerin.

## Leben
Sulochana ist anglo-indischer Herkunft. Mitte der 1920er Jahre, als Schauspielern für Frauen in Indien noch als unschicklich galt, begann sie ihre Karriere unter ihrem bürgerlichen Namen Ruby Myers bei dem Regisseur Mohan Dayaram Bhavnani. Ihren Künstlernamen Sulochana übernahm sie von ihrem Rollennamen im Film Bhamto Bhoot (1926). Unter Bhavnanis Regie war sie in zahlreichen späten Stummfilmen der Gesellschaften Kohinoor und Imperial zu sehen, so auch in dem erfolgreichen Wildcat of Bombay (1927). In diesem Film spielte sie – laut einem Interview mit ihr in der Zeitschrift „Screen“ im Jahre 1951 – acht verschiedene Rollen; darunter einen Gärtner, einen Polizisten, einen Gentleman aus Hyderabad, ein Straßenkind, einen Bananenverkäufer, eine blonde Europäerin und einen Taschendieb. Gemeinsam mit Zubeida und Master Vithal trat sie 1927 in Naval Gandhis Tagore-Verfilmung Balidan auf. Den Höhepunkt ihrer Beliebtheit während der Stummfilmzeit erlangte Sulochana als Filmpartnerin von Dinshaw Bilimoria mit romantisch-gefärbten Dramen des Regisseurs Rama Shankar Choudhury: Madhuri und Anarkali (beide 1928). Von diesen und auch anderen ihrer Stummfilmerfolge drehte sie nach 1932 Tonfilm-Remakes. 1933 spielte sie die Hauptrolle in einem nach ihr benannten Film von R. S. Choudhury. Mitte der 1930er Jahre war sie die höchstbezahlte Filmschauspielerin Indiens. Ihr Gehalt von monatlich 5000 Rupien war höher als das des Gouverneurs von Bombay. Sie gründete ihre eigene Produktionsgesellschaft Rubi Pics und zog sich Ende der 1930er Jahre als Schauspielerin zurück. Gelegentlich übernahm sie noch kleine Nebenrollen wie Salims Mutter in Nandlal Jaswantlals Version von Anarkali (1953).
1974 wurde Sulochana mit dem Dadasaheb Phalke Award ausgezeichnet. Ismail Merchant zollte ihr mit seinem Kurzfilm Mahatma and the Mad Boy (1974) Tribut.

## Filmografie (Auswahl)

### Stummfilm
- 1925: Veer Bala
- 1925: Cinema Ni Rani
- 1926: Telephone Ni Taruni
- 1926: Pagal Premi
- 1926: Mumtaz Mahal
- 1926: Ra Kawat
- 1926: Samrat Shiladitya
- 1926: Typist Girl
- 1926: Bhamto Bhoot
- 1927: Alibaba and the Forty Thieves
- 1927: Naseeb Ni Lili
- 1927: Balidan
- 1927: Gutter Nu Gulab
- 1927: Daya Ni Devi
- 1927: Gamdeni Gori
- 1927: Wildcat of Bombay
- 1928: Anarkali
- 1928: Madhuri
- 1928: Rajrang
- 1929: Heer Ranjha
- 1929: Indira BA
- 1929: Mewad Nu Moti
- 1929: Khwab-e-Hasti
- 1929: Punjab Mail
- 1929: Talwar Ka Dhani
- 1930: Hamarun Hindustan
- 1930: Raat Ki Baat
- 1931: Rani Rupmati
- 1931: Noor-e-Alam
- 1931: Khuda Ki Shaan

### Tonfilm
- 1932: Madhuri
- 1933: Daku Ki Ladki
- 1933: Saubhagya Sundari
- 1933: Sulochana
- 1934: Gul Sanobar
- 1934: Indira MA
- 1934: Khwab-e-Hasti
- 1934: Piya Pyare
- 1934: Devaki
- 1935: Anarkali
- 1935: Do Ghadi Ki Mauj
- 1935: Pujarini
- 1936: Bambai Ki Billi
- 1936: Jungle Queen
- 1936: Shaan-e-Hind
- 1937: Jagat Kesari
- 1937: New Searchlight
- 1937: Wah Ri Duniya
- 1939: Prem Ki Jyot
- 1942: Aankh Micholi
- 1946: Chamakti Bijli
- 1947: Jugnu
- 1949: Shayar
- 1952: Apni Izzat
- 1952: Der Dschungel bebt (The Jungle)
- 1953: Anarkali
- 1953: Baaz
- 1954: Sultanat
- 1957: Lal Batti
- 1959: Anari
- 1960: Kadu Makrani
- 1960: Dil Apna Aur Preet Parayi
- 1962: Son of India
- 1963: Soorat Aur Seerat
- 1963: Akeli Mat Jaiyo
- 1964: Haqeeqat
- 1973: Honeymoon
- 1974: Mahatma and the Mad Boy
- 1975: Julie
- 1977: Khatta Meetha
- 1978: Akhiyon Ke Jharokhon Se
- 1979: Salaam Memsaab